# Conker's Bad Fur Day
Conker's Bad Fur Day é um jogo eletrônico de plataforma desenvolvido e publicado pela Rare. A história segue o protagonista Conker, um esquilo-vermelho ambicioso e alcoólatra que deve voltar para casa e encontrar com sua namorada. A maior parte do jogo requer que o jogador complete uma sequência linear de desafios que envolvem pular obstáculos, resolver quebra-cabeças e lutar contra inimigos. Um modo multijogador onde até quatro jogadores podem competir entre si em sete tipos de modos de jogo diferentes também está incluído.
Embora visualmente semelhante aos jogos anteriores da Rare, como Donkey Kong 64 e Banjo-Kazooie, Conker's Bad Fur Day foi projetado para um público adulto e apresenta violência explícita, uso de álcool e tabaco, palavrões, humor negro e referências à cultura pop. Seu desenvolvimento durou quatro anos, com conceitos originados durante a produção de Killer Instinct Gold em 1996. O jogo, originalmente destinado ao público para a família, foi inicialmente intitulado Twelve Tales: Conker 64 e estava agendado para lançamento no final de 1998. O projeto, no entanto, foi refeito para um público-alvo mais adulto depois de receber críticas por seu tom infantil durante uma exibição na E3 1998.
Conker's Bad Fur Day foi lançado em março de 2001 para Nintendo 64, após uma campanha publicitária que tinha como alvo universitários e rapazes da irmandade. Ele foi aclamado pela crítica especializada, com elogios sendo direcionados ao seu humor, som, visual e jogabilidade. O jogo vendeu bem abaixo das expectativas devido à publicidade limitada e um lançamento no final do ciclo de vida do Nintendo 64, embora tenha atingido status de cult por sua originalidade. Um remake, Conker: Live & Reloaded, foi lançado para Xbox em 2005, enquanto a versão original foi incluída na compilação Rare Replay, lançada para Xbox One em 2015.

## Jogabilidade

O jogador pode viajar de uma fase para outra através do overworld do jogo. Cada área tem um tema de cor distinta.

Conker's Bad Fur Day é um jogo eletrônico de plataforma onde o jogador controla Conker, um esquilo-vermelho, através de uma série de fases tridimensionais. O jogo apresenta um overworld onde o jogador pode fazer a transição de uma fase para outra, embora muitos desses estágios sejam inicialmente bloqueados até que Conker ganhe uma certa quantia em dinheiro. Cada fase é uma área fechada na qual o jogador pode explorar livremente a fim de encontrar tarefas para fazer. A jogabilidade depende principalmente em descobrir uma maneira de ajudar outros personagens completando uma sequência linear de desafios. Esses desafios podem incluir derrotar um chefe, resolver quebra-cabeças, reunir objetos, competir com oponentes e entre outros. O resultado é sempre uma recompensa em dinheiro, que ajuda no acesso a outras áreas no overworld.
Em comparação com os personagens dos jogos de plataforma anteriores da Rare, como Banjo-Kazooie e Donkey Kong 64, as habilidades de Conker são mais simples. O jogador pode correr, pular e acertar os inimigos com uma frigideira. Conker também pode nadar debaixo d'água por um período limitado de tempo, subir em escadas ou cordas e empurrar objetos. Para recuperar a quantidade de vida perdida, Conker pode comer pedaços de chocolate "anti-gravidade" que estão espalhados pelas fases. O jogo apresenta amortecedores "sensíveis ao contexto" que permitem que Conker ganhe habilidades diferentes e temporárias ao pressionar o botão "B" em cima deles. Por exemplo, no início do jogo, ao pressionar o botão "B" no primeiro amortecedor que encontrar, Conker bebe um pouco de Alka-Seltzer para limpar sua ressaca, momento em que o jogador pode prosseguir. Alguns amortecedores podem transformar Conker em uma bigorna para bater no chão, enquanto outros puxam sua espingarda, facas arremessáveis e estilingue. Eles também servem para informar ao jogador sobre o que precisa ser feito a seguir.
O jogo possui um modo multijogador onde até quatro jogadores podem competir entre si em sete tipos de modos diferentes: Beach, Raptor, Heist, War, Tank, Race e Deathmatch. Em Beach, uma equipe de jogadores deve subir por uma praia e entrar em um veículo de fuga à espera, enquanto outro deve detê-los atirando neles de posições fixas. Raptor envolve uma equipe de jogadores controlando velociraptors para alimentar um dinossauro bebê, enquanto outro controla homens das cavernas que precisam roubar ovos de dinossauro. Heist coloca os jogadores em um roubo à banco, onde o objetivo é recuperar uma sacola de dinheiro no centro da fase e correr com ela para o cofre do time sem ser danificada. War pode ser um modo tradicional de captura da bandeira ou uma guerra total, na qual os jogadores precisam pegar o cilindro de gás do outro time e usá-lo para liberar um gás químico que aniquila o oponente. Em Tank, os jogadores lutam usando tanques e recipientes de produtos químicos que liberam um gás letal. Race é um modo de corrida que oferece duas variações do mesmo percurso. Os itens podem ser adquiridos e usados contra oponentes. Finalmente, Deathmatch é um modo mata-mata padrão onde os jogadores lutam uns contra os outros no estilo de tiro de uma perspectiva em terceira pessoa. Os jogadores podem definir várias opções para cada jogo, como limite de pontuação, número de vidas e inclusão de bots controlados por computador.

## Enredo
Conker's Bad Fur Day segue a história de Conker the Squirrel, um esquilo-vermelho que embarca em uma missão para encontrar com sua namorada, Berri, após uma noite de bebedeira com seus amigos. Enquanto isso, o Panther King, governante da terra em que Conker está perdido, descobre que está faltando uma das pernas de sua mesa lateral do trono e ordena a seu servo, o professor Von Kriplespac, que resolva o problema. Quando Kriplespac sugere o uso de um esquilo-vermelho como a quarta perna de sua mesa, Panther King envia seus guardas para capturar um. Durante sua busca para voltar para casa, Conker encontra maços de dinheiro espalhados por toda a terra e se desvia de seu objetivo. Isso o leva a se envolver em uma série de situações cada vez mais absurdas e muitas vezes perigosas, incluindo ter que recuperar uma colmeia de vespas enormes, confrontar uma pilha gigante de fezes que cantam ópera chamada The Great Mighty Poo e ser convocado para uma guerra entre esquilos cinzas e uma raça meio-nazista de ursos de pelúcia conhecida como Tediz, que Conker acaba destruindo.
Quando Conker encontra Berri, Don Weaso, chefe da Weasel Mafia, pede sua ajuda para roubar um banco. Depois de entrar no cofre, Conker e Berri descobrem que a cena do banco foi uma armadilha elaborada pelo Panther King para capturar Conker. Enquanto confrontava Panther King e Von Kriplespac, Berri é baleada e morta por Weaso. Depois, uma criatura semelhante a um Xenomorfo sai do peito de Panther King, matando-o instantaneamente. Kriplespac explica que a criatura é uma de suas criações e que ele planejou usar esta oportunidade para matar o Panther King e escapar de seu cativeiro. Ele então revela que eles estão dentro de uma nave espacial, que ele ativa e coloca em órbita baixa. A partir daí, ele instrui a criatura a atacar e matar Conker como vingança por destruir os Tediz, que também eram suas criações. Conker abre uma câmara de descompressão, expelindo Kriplespac, Panther King e o cadáver de Berri para o espaço e, em seguida, luta contra o alienígena com a ajuda de um traje robótico. O jogo então congela repentinamente e Conker expressa sua descrença de que a Rare não testou o jogo corretamente. Pedindo a ajuda de engenheiros de software, os programadores dão a Conker uma katana e o teletransportam para a sala do trono de Panther King, onde ele decapita o alienígena. Conker é então coroado o novo rei da terra.
Como Rei, Conker percebe que ele deveria ter trazido Berri de volta à vida quando ele estava negociando com os programadores. Ele então clama para trazê-la de volta à vida, apenas para perceber que os programadores já partiram. Conker dá um monólogo de encerramento, no qual discute valorizar o que já se tem em vez de querer sempre mais, afirmando que "a grama é sempre mais verde, e você não sabe realmente o que é que você tem até que ela vá embora". Na cena pós-créditos, Conker é visto de volta no mesmo bar em que foi presenciado no início do jogo. Quando uma tempestade começa lá fora, ele sai bêbado do bar, indo na direção oposta que tomou anteriormente.

## Desenvolvimento

### Conceitos iniciais
Após o sucesso de Super Mario 64 (1996) da Nintendo, um "celeiro" na Rare começou a conceber e projetar um jogo de "aventura de plataforma 3D genérico" sem nome, enquanto desenvolvia Killer Instinct Gold (1996). Tim Stamper planejou um título que estrelava um fofo esquilo mascote chamado Conker desde o início, para que ele tivesse o maior apelo possível. A equipe de Project Dream viu o jogo de plataforma sem título durante a criação de seu motor e foi inspirada a mudar Dream de um RPG para um jogo de plataforma no estilo visual e de jogabilidade do projeto da equipe de Killer Instinct. Os dois títulos da Rare que estavam por vir foram anunciados pela primeira vez na Electronic Entertainment Expo (E3) em junho de 1997, recebendo os nomes de Banjo-Kazooie e Conker's Quest, os dois primeiros jogos apresentados pela Nintendo no evento.
A N64.com relatou que Conker's Quest era um jogo no estilo Super Mario 64 que fazia com que os jogadores se sentissem "como se estivessem jogando a versão cinematográfica de Bambi da Disney", onde "Conker coleta nozes e batalha contra gigantes em paisagens enormes e é acompanhado por uma esquilo fêmea que o auxilia enquanto ele segue seu caminho através do jogo". A fonte relatou que as câmeras estavam em um estado inacabado e os jornalistas não conseguiram diferenciá-lo de Banjo-Kazooie, embora gostassem muito mais de Banjo. Um editor da Ultra Game Players também notou que se parecia com Banjo e resumiu que "Conker tem que coletar nozes, encontrar novos power-ups (na forma de diferentes chapéus — como em Wario Land) e geralmente apreciar paisagens 3D coloridas". Ele chamou sua jogabilidade de "competente e até viciante" e elogiou os visuais por "aumentar a aposta nos esforços anteriores [da Rare], onde o recorte é melhor, as texturas são mais variadas e a aparência geral do jogo é expansiva e colorida". No entanto, ele sugeriu que sua fofura "perturbadora", enquanto ganhava para a Nintendo um público de jogadores mais jovens, afastaria os jogadores mais velhos e criticou a jogabilidade de Conker e Banjo por não ser original o suficiente como em Mario 64.
Na E3 1998, foi revelado que o título do jogo foi alterado para Twelve Tales: Conker 64 e o seu lançamento foi definido para o outono norte-americano de 1998. A revista 64 suspeitou que a mudança de nome era para evitar que os consumidores o confundissem com outro título do Nintendo 64, Quest 64 (1998). Twelve Tales teria um modo para um jogador e modos para dois jogadores; no primeiro, o jogador poderia jogar como Conker ou Berri, onde os estágios de Conker seriam de "jogo de plataforma no estilo arcade" envolvendo "ação e velocidade" e os de Berri seriam fases de quebra-cabeças retratando-a controlando seu companheiro dinossauro (bem como alimentando-o) para que ele pudesse protegê-la dos inimigos. Os dois modos multijogador seriam um modo cooperativo para duas pessoas, onde os jogadores jogariam como Conker e uma coruja, e um modo de batalha para quatro jogadores em tela dividida, onde os jogadores atacariam uns aos outros com bolotas. Conker, ao contrário de Bad Fur Day, movia-se sobre quatro patas em Twelve Tales.
A recepção sobre a aparição do jogo na E3 1998 foi geralmente positiva, com elogios focando-se em seus gráficos, personagens e conteúdo, bem como as emoções dos personagens mudando em reação ao ambiente. A Total 64 achou que o seu visual era melhor do que o jogo de Zelda da Nintendo apresentado na E3, "utilizando o modo de alta resolução do N64 e apresentando algumas texturas lindas"; além disso, elogiou seu modo para quatro jogadores como "altamente imaginativos" e as fases da personagem Berri. O jornalista Andy McDermott apreciou a enorme quantidade de conteúdo, em particular os modos multijogador, os dois estilos de jogo diferentes no modo para um jogador e o fato de que Conker aprende novos movimentos e ataques conforme o jogo avança. A recepção, no entanto, não foi isenta de críticas; McDermott não gostou de sua escrita "americanizada", que consistia em "comentários de estilo colonial" e sua "música irritantemente feliz", enquanto a Next Generation chamou sua premissa de um esquilo coletando bolotas em "florestas incrivelmente sem imaginação" como uma cópia do jogo de plataforma de 16-bits Mr. Nutz (1993) da Ocean Software. O ceticismo mais frequente era sua facilidade em atrair um público infantil, particularmente o interesse do consumidor após o lançamento de outros jogos de plataforma voltados para a família, como Banjo-Kazooie (1998). Tudo isso preocupava a Rare, uma desenvolvedora que tinha um histórico de fazer jogos como Conker, resultando em uma reformulação no design do jogo.

### Transição para um jogo adulto
Conker foi planejado para levar apenas dois anos para ser feito, mas brigas entre os desenvolvedores do estúdio atrasaram o processo. O artista Don Murphy achou que o jogo em desenvolvimento não era muito bom, e o engenheiro de software Chris Marlow disse que "havia uma quantidade enorme de conteúdo e muitas ideias divertidas, mas realmente não era uma gelificação de um jogo acabado". Além disso, o mercado de jogos de plataforma estilo Mario 64 estava saturado, e outro jogo desse calibre desenvolvido pela Rare, Banjo-Kazooie, já havia sido concluído e lançado, obtendo um sucesso comercial e de crítica. Para a equipe, ou algo mudava ou o time teria que se dividir em outros estúdios e trabalhar em novos projetos, cancelando Conker. Múltiplos atrasos e a falta de atualizações levaram a imprensa a acreditar que Twelve Tales tinha sido discretamente cancelado.
Chris Seavor, que começou a trabalhar no projeto como artista, apresentou aos líderes da Rare, Tim e Chris Stamper, uma ideia que teve desde o processo de criação de Twelve Tales de apresentar uma história somente em um dia, chamado Bad Fur Day, sobre Conker tentando ajudar os outros, mas causando mais problemas ao fazê-lo. Além de ter uma narrativa para dar personalidade ao personagem principal, Seavor queria tornar o jogo "tenso, em termos de sua violência"; os irmãos Stampers adoraram a ideia e colocaram Seavor na liderança do projeto. A primeira ação de Seavor após a reunião foi mudar a tarefa "Vespas e a Abelha Rainha". Tim Stamper concebeu sua premissa de que as vespas roubavam uma colmeia, mas Seavor não percebeu nenhuma razão estabelecida ou piada por trás disso, então ele decidiu encerrar com a colmeia tendo armas atirando nas vespas; os fundadores adoraram e orientaram a equipe a "fazer mais disso". Isso definiu a fórmula para as missões posteriores (uma introdução, interação da missão e, em seguida, uma cutscene com uma "piada extrema" como recompensa por completar a tarefa) e mudou o estilo do jogo: um jogo de plataforma estrelado por um mascote fofo em um mundo incrivelmente atrevido.
A Rare esclareceu publicamente em janeiro de 2000 que o jogo "ainda estava sendo trabalhado por uma equipe completa e com o mesmo nível de dedicação de quando foi anunciado pela primeira vez". Naquele ano, foi anunciado que Twelve Tales: Conker 64 havia sido renomeado para Conker's Bad Fur Day com uma grande quantidade de humor negro.

### Fluxo de trabalho
Toda a equipe de Conker's Bad Fur Day, incluindo os animadores, programadores, e escritores, trabalharam de maneira liberada, não planejada e baseada na intuição; diálogos de cutscenes e o design do jogo em particular foram espontaneamente concebidos entre os desenvolvedores com uma noção aproximada da história de cada fase. De todos os diálogos do jogo, apenas a introdução foi escrita. As ideias dos desenvolvedores foram rastreadas em blocos de notas, já que eles as descreviam verbalmente enquanto tomavam notas do que ouviam de outras pessoas. Shawn Pile escreveu uma linguagem que permitia que mudanças nas estruturas do jogo fossem feitas em alguns segundos, enquanto sem ela, seriam necessários "dois e meio a três minutos" para fazer uma mudança.

### Escrita
O início, meio e final da história foram feitos ao mesmo tempo, com eventos escritos para acontecer mais tarde no enredo, levando à inclusão de elementos anteriores. Para caber três arquivos salvos em quatro kilobytes de espaço SRAM, o jogo foi dividido em longos capítulos. O foco de Seavor no jogo, como líder do projeto, era garantir que a narrativa complementasse a jogabilidade e a mecânica: "Apenas fazer uma 'coisa' como bater em algo com um tijolo é muito mais envolvente se houver uma motivação por trás disso para disfarçar a natureza binária do ato". Por exemplo, os desenvolvedores planejaram originalmente que Conker atacasse com um taco de beisebol; isso foi alterado para uma frigideira porque justificava o uso de um efeito sonoro cômico de um objeto de metal batendo em algo.
Ao projetarem as fases, os desenvolvedores estavam originalmente mais focados na jogabilidade do que na comédia; à medida que o desenvolvimento avançava, eles notaram que estar menos focados na jogabilidade e mais nas premissas de comédia fazia com que as fases se unissem muito melhor. Isso se tornou especialmente evidente com o uso de paródias de filmes, que Seavor decidiu após adicionar uma referência de The Terminator (1984) na cena do pátio do celeiro; as paródias tiveram um forte impacto na qualidade do jogo, ajudando os desenvolvedores a terem ideias para música, som, design e jogabilidade. Por exemplo, em uma cena de perseguição do filme Matrix (1999), deu ao compositor e engenheiro de áudio Robin Beanland ideias para trilhas interativas, onde o disparo de balas transformaria os canais de música otimista em canais que tocavam algo mais downtempo.
Conker's Bad Fur Day começa com uma recriação tomada-por-tomada da introdução do filme A Clockwork Orangea (1973). Uma piada em uma das conversas de Conker com o bagre faz referência a Trading Places (1983). As sequências envolvendo o tubarão Brute fazem referência a Jaws (1975) e apresentam trilhas musicais semelhantes às do filme. A luta final contra o chefão faz referência a Aliens (1986), quando um alienígena é arrancado do peito de Panther King, e Conker luta contra ele com um macacão.
Conker's Bad Fur Day também tira sarro de outros jogos eletrônicos, ocasionalmente quebrando a quarta parede. Conker zomba de como suas missões são servis e da motivação do vilão de conseguir uma perna da mesa cutucando as premissas rasas de outros jogos. Burt, uma caixa de metal no capítulo "Barn Boys" que permanece no lugar durante a maior parte da fase, está lá apenas para abrir um portão, que zomba dos personagens de outros jogos apenas para ser comunicado ao jogador para alcançar outras tarefas. A explicação de por que existem barras de chocolate flutuantes zomba de itens colecionáveis flutuantes de outros jogos, onde o porquê deles flutuarem não é devidamente explicado. As sequências de morte, onde Conker encontra um esqueleto chamado Gregg, foi uma tentativa de tornar lógico o conceito de múltiplas vidas. Os chefes também recebem quatro golpes para serem derrotados, uma variação dos três golpes típicos de outros jogos.
Certos elementos da história, embora não sejam cópias, tiveram influência das obras de Monty Python. "The Milk Thing", uma piada em que Panther King tem que ser impedido de se masturbar, foi inspirada por uma piada tão "trivial e banal" de uma sátira de Monty Python's Flying Circus (1969-1974) intitulada "Blancmange Playing Tennis", enquanto uma vaca foi baseada no personagem da guarda feminina em Monty Python and the Holy Grail (1975). O segmento de ruído de peido de "Uncle Fucka" de South Park: Bigger, Longer & Uncut (1999) foi a inspiração para um arranjo do tema de fase (denominado "Poo") consistindo em barulhos de peido. Alguns personagens foram baseados em pessoas da vida real que os desenvolvedores encontraram. O espantalho Birdy, foi baseado em um desenvolvedor barbudo da Rare, e Greg the Grimm Reaper foi baseado em Gregg Mayles. O rei das abelhas foi baseado em um homem "realmente desalinhado" que Seavor encontrou enquanto caminhava em uma rua em Nottingham que gritou para ele: "não fale assim comigo, no meu país eu sou um rei".

### Programação
Os desenvolvedores analisaram fortemente Super Mario 64 ao desenvolverem Conker's Bad Fur Day, especialmente quando se tratava da câmera. A equipe percebeu que, junto com Prince of Persia 3D (1999), o jogo usava "visualizações fixas" que não podiam ser controladas pelo jogador. Para fazer com que o jogo parecesse cinematográfico, a Rare optou por ter uma câmera fixa com muito zoom reduzido. Para aumentar o número de fontes de luz simultâneas para quatro, um programador passou quatro meses decifrando e reescrevendo o microcódigo comentado em japonês fornecido pela Nintendo para o coprocessador Reality do Nintendo 64, enquanto outro microcodificou o suporte para MP3, reverberação e som surround Dolby Pro Logic.
A duração de todas as cutscenes combinadas totaliza cerca de duas horas. Marlow programou um "editor de cutscenes" que permitia que animações, arquivos de áudio, efeitos visuais e configurações de câmera feitos separadamente fossem facilmente compilados em conjunto para cutscenes. No entanto, fazer cutscenes ainda era um processo demorado. O editor carecia de um recurso para visualizar apenas pedaços de cutscenes, o que significa que elas tinham que ser reproduzidas em sua totalidade antes que pudessem ser alteradas novamente; isso fez com que várias pequenas alterações fossem bastante tediosas (como edições de texto e ajustes no tempo dos balões de fala para coincidir com as mudanças de ângulo da câmera).
Os testes para o Selo de Qualidade da Nintendo foram rigorosos; embora o jogo tenha sido testado nos Estados Unidos por cinco dias sem a detecção de bugs, em 24 horas no teste de três dias da unidade do Japão eles notaram um problema de cutscene na primeira fase não sendo acionada. Inicialmente, a cena introdutória de Gregg (que é acionada na primeira vez que o jogador morre) não deveria ser "forçada" na fase "Spooky", onde o ceifador aparece novamente, já que os programadores presumiram que nenhum jogador chegaria a ela sem morrer; um testador fez isso com sucesso, então, no jogo final, a cena da morte começa assim que Conker chega na fase.

### Animação
O programa de modelagem Maya foi usado para criar animações 3D. Beanland e a animadora Louise Ridgeway estimaram que 8,7 segundos e dois a três ciclos de animação foram concluídos por dia. Quando se tratava de animação, pequenos detalhes eram uma prioridade, como os demônios do fogo reagindo se um palavrão fosse inserido no menu de códigos de trapaça e a câmera tremendo e acionando um efeito sonoro se atingida por um objeto. Esse método às vezes levava a tarefas tediosas, como ter que animar cada um dos vários tijolos em uma ponte separadamente. Algumas animações, como movimentos de personagens bêbados, exigiam pesquisas. Para animar o malabarismo de Conker, Ridgeway foi ensinada por David Rose a fazer malabarismos.
Conker tem 2.000 animações, incluindo 15 animações inativas. Muito trabalho foi gasto na cauda de Conker, animando-a por vários momentos quando ele gira, fica de pé, se contorce e se move; na tentativa de simplificar esse processo, a cauda foi pensada como uma "bolsa de ar". Para animar objetos anexados a partes do modelo de Conker, Marlow codificou como se os objetos estivessem restritos a juntas diferentes das partes que entraram em contato com os objetos; As bolas de malabarismo de Conker moviam-se com base em seu quadril direito, o Game Boy estava preso ao pé e a frigideira estava conectada ao pulso.
Para o ataque de xixi de Conker, apenas as costas dele foram animadas sem a frente completa; isso acontecia porque se a frente do xixi de Conker fosse animada e vista, isso teria dado ao Conker's Bad Fur Day uma classificação "AO" ("Adults Only") da Entertainment Software Rating Board (ESRB). As bochechas de Conker foram originalmente animadas para inchar durante sua animação de assobio, mas deu problemas durante o teste e, quando foi consertado, era tarde demais para programá-lo no produto final.

### Áudio
A inclusão de dublagem, além do conteúdo adulto, foi outro método de Seavor de diferenciar Conker's Bad Fur Day no mercado do Nintendo 64; a ideia inicialmente gerou ceticismo de alguns membros da equipe que argumentaram que era "muito trabalhoso", mas Seavor explicou que, para Beanland, era "como lançar um desafio, um que ambos aceitamos e apreciamos". Para fazer cada cenário de missão, a gravação de voz veio primeiro; Beanland relembrou uma sessão que durou uma hora. Seavor descreveu o processo de gravação de voz e ele e Beanland "se divertindo com vozes estúpidas". A faixa vocal significava que Conker's Bad Fur Day exigia um cartucho de 64 MB, um dos poucos jogos para Nintendo 64 desse tamanho. O áudio ocupava cerca de 40 MB a 48 MB de todo o espaço do cartucho.
Com exceção de The Great Mighty Poo, todos os personagens masculinos, incluindo Conker, e duas personagens femininas foram dublados por Seavor, com todas as outras personagens femininas dublada pela animadora Louise Ridgeway. As rotinas dos The Jerky Boys influenciaram a direção da voz, como o sotaque de Nova Iorque em Nasty Wasps. Para Berri, Ridgeway foi direcionada a usar um sotaque americano. Ela lembrou em 2015 que ela "nunca tinha estado em qualquer lugar na minha vida; eu tinha acabado de vir de Dublin", então "tudo que eu conseguia pensar era em adicionar 'curtição' com muita frequência". Seavor e Beanland tiveram dificuldade em arranjar vozes para os Ugas; eles inicialmente tentaram fazê-los soar como os homens das cavernas do filme At the Earth's Core (1976), mas não tiveram sucesso e decidiram fazer grunhidos aleatórios e palavras rápidas ditas.
Para faixas de música em que os instrumentos tocados mudam dependendo da localização, os volumes de diferentes canais MIDI foram programados para aumentar ou diminuir; um arquivo MIDI era limitado a 16 canais, portanto, para ter 32 canais MIDI com o máximo de variação possível, o engenheiro de software de áudio Mike Currington concebeu a sincronização de dois arquivos MIDI entre si. Com a introdução de It's War replicando o áudio caótico de Saving Private Ryan, seus sons de tiro foram programados como notas MIDI com muito panning, aproveitando o som surround do jogo.
The Great Mighty Poo foi performado por Marlow, que tinha experiência em ópera; gravada em uma única tarde, "Sloprano", a canção que o personagem canta, foi escrita por Seavor e pelo compositor Robin Beanland especificamente para incorporar os talentos operísticos de Marlow. "Sloprano" originalmente também teria os Sweet Corns como cantores de apoio, com Ridgeway e outro animador Aisling Duddy dando voz a eles; isso foi rejeitado. A única peça do Twelve Tales incluída em Conker's Bad Fur Day foi aquela em que Conker está fazendo xixi em seus inimigos.

### Material rejeitado
Embora Seavor tenha observado que "quase 99,9% do conteúdo do jogo permaneceu" em termos de escrita, Conker's Bad Fur Day foi originalmente cerca de 20% mais longo do que o produto final quando se tratava de designs e conceitos de jogabilidade planejados, com corte de material devido a falta de tempo para incorporá-lo. Algumas áreas que entraram no jogo foram inicialmente modeladas de forma diferente, como o tubo de água na área do tubarão-buldogue que Conker nada para perseguir um maço de dinheiro. Algum conteúdo ofensivo foi cortado pela Nintendo, incluindo cenas com Pokémon e uma piada às custas da Ku Klux Klan. A introdução de Conker cortando o logotipo do N64 pela metade também foi inicialmente reprovada pela Nintendo; os desenvolvedores em 2013 lembraram que o fundador da Rare, Tim Stamper, pode ter se encontrado com a Nintendo para resolver o conflito. Os personagens descartados incluíam quatro no campo de queijo do celeiro (Camembert, Ninja Cheese, Cheese Crate e King Dick Cheesy III) e seis "Drugrats" (Roach, Cornsacks, Floury, Doughy, Pooey e Mrs. Roach).
No jogo final, uma área de escalada na Poo Cabin inclui um buraco contendo um pedaço de chocolate que é inacessível por estar protegido por barras; esta era para ser a entrada de uma seção que nunca foi concluída, e Seavor deliberadamente deixou o buraco para irritar os jogadores. A seção "Yeehaa!", que envolve três vacas e passeios de um touro Conker chamado Bugger Lugs, seria uma fase maior; Conker teria que voar no céu explodindo uma vaca fêmea em roupas de fetiche e transformando-a em um balão, jogando tijolos em outras vacas que explodiriam em matéria fecal. Outra missão abandonada foi um retorno à área do tubarão-bulldog com o reaparecimento de Brute e Marvin, o rato, que explodiu na seção anterior; Conker teria matado o cação alimentando Brute com o rato e, em seguida, indo para uma área sensível ao contexto para atirar no peixe quando Marvin estava prestes a explodir.
Uma conclusão fragmentada, chamada de "Lock-Up Ending", teria ocorrido quando Conker derrotasse o chefe final e morresse ao mesmo tempo. Tudo ficaria estático, exceto Conker, que cairia no chão após ser brevemente congelado durante um mergulho, e os programadores seriam ouvidos discutindo sobre o bug; Conker então faria um acordo com os programadores para remover o chefe em troca de não contar a "Tony" sobre isso. A animação de um conjunto de outtakes nos créditos finais semelhante aos créditos finais de Toy Story 2 (1999) foi iniciada, mas não pôde ser concluída a tempo. Um dos erros foi a cena "Mad Pitchfork", onde Conker ficou irritado e teve sua voz virando "primadonna". Outra foi para uma cena fora do jogo real, onde os ursinhos de pelúcia tinham que fingir de mortos, mas não estavam no personagem quando a sequência começou, que, de acordo com um desenvolvedor, era para tirar sarro de um testador. Um pós-crédito final rejeitado teria Berri ainda viva, mas como uma escrava do rei Conker.

## Lançamento

### Público-alvo
Conker's Bad Fur Day recebeu uma classificação "Mature" (M) — acima de 17 anos — da Entertainment Software Rating Board (ESRB) por razões de "violência animada", "temas sexuais adultos" e "linguagem forte", tornando-se o segundo título classificado como "M" publicado pela Nintendo após outro jogo também desenvolvido pela Rare, Perfect Dark (2000). A mudança da Nintendo para títulos adultos foi para manter o interesse dos consumidores que jogavam os títulos da empresa quando eram mais jovens; A porta-voz da Nintendo of America, Perrin Kaplan, explicou que "as crianças que tinham 6 anos quando jogaram o primeiro jogo do Mario agora têm 26". Menos de um ano antes do lançamento de Conker, os maiores de 18 anos representavam 58% dos jogadores de console, e aqueles na faixa etária de 35 anos ou mais representavam 21%. Esta mudança demográfica foi devido ao sucesso de franquias de PlayStation voltadas para adultos como Tomb Raider e Resident Evil, e isso significava que não seria suficiente para a Nintendo competir com a Sony inteiramente em propriedades infantis.
Como a Nintendo era conhecida por seus jogos para a família (em 2000, cerca de três quartos da receita eram provenientes da venda de jogos eletrônicos para crianças), Conker's Bad Fur Day foi objeto de controvérsia. De acordo com a Rare, "a Nintendo inicialmente se preocupou com esse problema, porque as crianças podem confundir o produto como sendo dirigido a elas". O Los Angeles Times afirmou que "alguns pais acostumados aos jogos family-friendly da Nintendo estão horrorizados", relatando uma mãe em Schererville, Indiana, que comprou o jogo para seu filho de 15 anos: "Isso é nojento, humor pueril, estou desapontada com a Nintendo. É como a Disney lançando pornografia". A Nintendo of America recusou-se a promover o jogo em sua revista Nintendo Power, e cópias dos guias de estratégia da revista foram embalados em sacos plásticos pretos com avisos semelhantes aos da capa imposta a eles. A KB Toys, especializada em brinquedos e jogos infantis, também se recusou a vender o jogo.

### Campanha demarketing

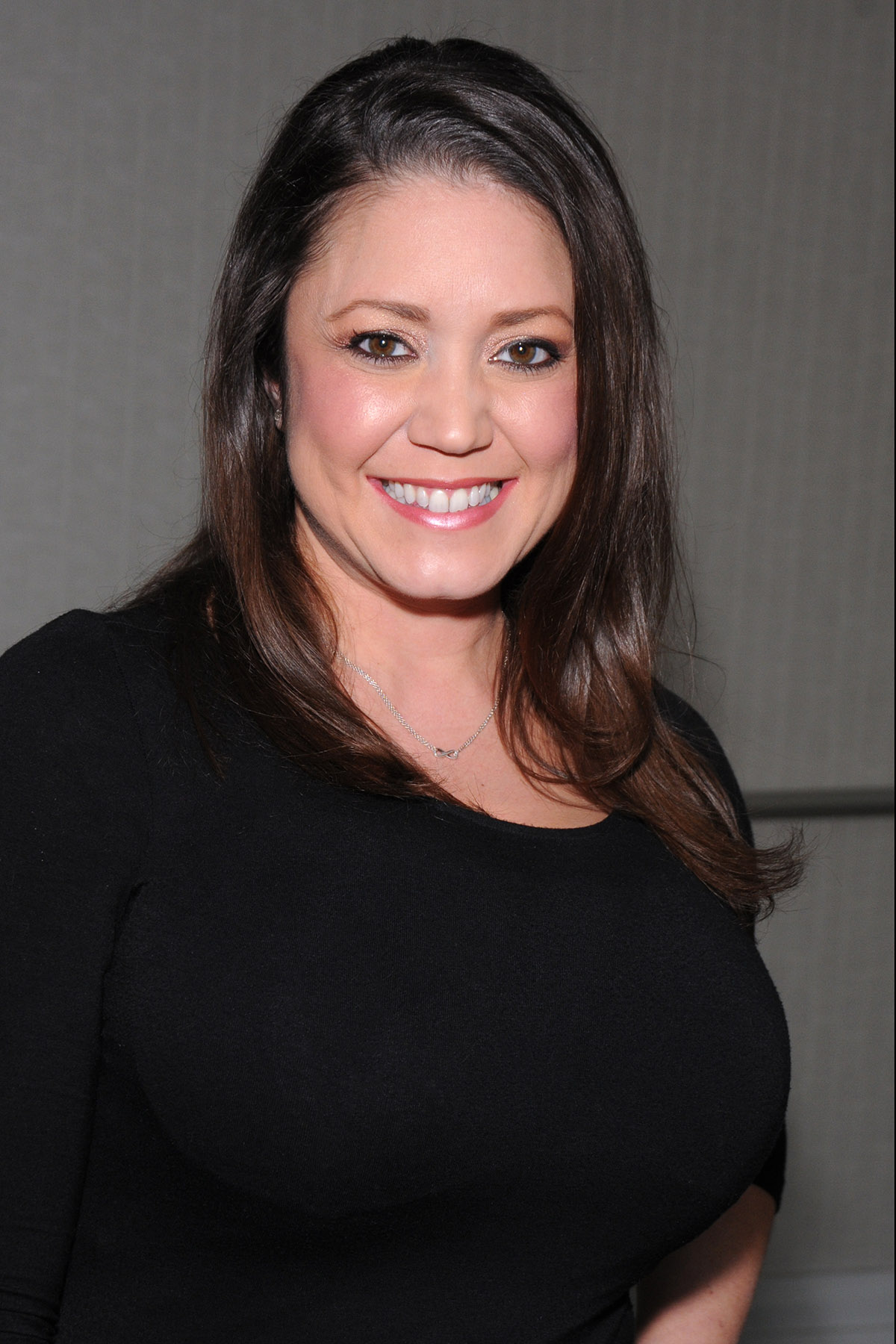
A modelo da Playboy Miriam Gonzalez em 2014. Ela foi anfitriã das competições multijogador de Conker's Bad Fur Day em vinte faculdades americanas como parte de uma turnê pela revista.

A campanha promocional da agência de mídia Starcom para Conker's Bad Fur Day teve como alvo universitários masculinos da irmandade, propagandas localizadas em bares, faculdades, programas noturnos de televisão e revistas para adultos. Por conta da campanha de Conker, a Starcom ganhou dois prêmios do Festival de Publicidade de Cannes nas categorias de "Uso de Mídia Mista" e "Melhor Campanha Dirigida a Homens Adultos"; de acordo com o júri, também foi um dos três primeiros candidatos ao Grande Prêmio, embora Florida Anti-Tobacco Pilot Programme da Crispin Porter + Bogusky tenha vencido.
A campanha incluiu um anúncio em vídeo chamado "Girl Talk" (no site apelidado de "69 Uncensored Seconds") que retrata uma garota seminua e um esquilo na cama após uma noite de festa. Durante vários meses, esteiras de urinol foram colocadas em banheiros de locais nas grandes cidades, que incluíam a URL do site do jogo; A diretora de mídia associada da Starcom, Gina Broderick, disse: "Como Conker, o foco de nosso alvo está em sua vida social. Estar em bares é absolutamente estar nos elementos dele e, como urinar faz parte do jogo, faz todo o sentido".
De março a 5 de abril de 2001, a revista Playboy realizou sua primeira turnê relacionada a jogos eletrônicos, uma série de festas de competição multijogador no modo "Beach" de Conker's Bad Fur Day em vinte faculdades nos Estados Unidos, organizada pela Miss Março de 2001 Miriam Gonzalez. Os vencedores das competições foram recompensados com consoles verdes de Nintendo 64, cópias de Conker's Bad Fur Day e mercadorias da Nintendo e Playboy, enquanto o jogador com a maior pontuação de todas as competições ganhava viagens para duas festas de Playmate of the Year na Mansão Playboy. Festas de férias de primavera também foram realizadas no Club La Vela e no Louie's Backyard em South Padre Island, sendo os eventos principais os concursos de tatuagem "King of Tail" com brindes gratuitos de vários produtos, como preservativos do Conker, cópias de Conker's Little Black Book (uma coleção de anúncios impressos de Conker's Bad Fur Day) e camisetas com a frase "Got Tail?" na frente e o logotipo do jogo atrás.
Três anúncios de "livros para colorir" foram impressos em revistas como a Maxim. Um deles consiste em Conker e uma mulher ao lado de uma árvore e ao redor de bolotas no chão, com a cabeça do esquilo em seus seios; o slogan é: "Conker é um esquilo. Esquilos caçam bolotas. Você pode ajudar Conker a encontrar algumas bolotas?" Outro retratou Conker fazendo xixi em chamas com o slogan: "Ajude Conker a parar as balas. Use seu giz de cera amarelo", e outro retratou-o deitando a cabeça em um banheiro com o texto "Shhh! Conker está tirando uma soneca".

### Vendas
Conker's Bad Fur Day foi lançado pela primeira vez em 5 de março de 2001 na América do Norte. Na Europa, o jogo foi publicado e distribuído pela THQ em 13 de abril de 2001, depois que a Nintendo of Europe se recusou a publicá-lo. Foi o jogo eletrônico classificado para adultos mais vendido em seu primeiro mês de lançamento, e seu site atraiu 300 mil visitantes únicos nas primeiras duas semanas no mercado. No entanto, Conker's Bad Fur Day não foi um sucesso comercial, vendendo apenas cerca de 55 mil cópias em seu primeiro mês de lançamento. As razões potenciais incluíam seu custo proibitivamente alto, anúncios exclusivos para o público mais velho e lançamento próximo ao final da vida comercial do Nintendo 64. Em fevereiro de 2020, Conker's Bad Fur Day foi considerado o quinto título mais raro do Nintendo 64, com cópias vendidas em sites de lances por cerca de 500 a 700 dólares; seu valor foi afetado por seu gênero incomum, vendas iniciais fracas, cartuchos de 64 MB caros, sendo lançados perto do final da vida útil do Nintendo 64, e várias cópias restantes adquiridas no lançamento de Conker: Live & Reloaded em 2005.

## Recepção
Conker's Bad Fur Day recebeu aclamação da crítica, com uma pontuação agregada de 92/100 no Metacritic com base nas análises de 19 críticos. Matt Casamassina, editor da IGN, afirmou em sua revisão 9,9/10 que Conker "não apenas é possivelmente o título mais hilário já criado, mas a seleção de piadas grosseiras, violência exagerada e conteúdo sexual apresentado são apenas superados pelo level design incrivelmente profundo e bem-ritmado do jogo, a mecânica de controles perfeitamente integrada, os belos gráficos e a incrível qualidade de som."
Muitas publicações declararam que os gráficos eram os melhores do Nintendo 64. Chris Slate, da Next Generation, escreveu que o título possui as habituais qualidades raras de "gráficos de primeira linha" e "mundos incríveis". A Official Nintendo Magazine descreveu até as fases "nojentas" como "lindas de morrer" e exclamou que os "detalhes surpreendentes em estágios de paródias de filmes brilhantemente levam nosso amado N64 a novos patamares de prazer visual". Os críticos notaram que o jogo apresentava uma série de efeitos técnicos incomuns na época, especialmente para um título de Nintendo 64, como texturas "variadas e nítidas", sombreamento dinâmico, iluminação colorida, grandes áreas com uma longa distância de visão, sem névoa de distância, animações faciais detalhadas, sincronização labial e dedos renderizados individualmente em alguns personagens. A GameSpot chegou a dizer que o jogo "faz outros jogos do Nintendo 64 parecerem softwares de 16 bits". Casamassina elogiou os mundos 3D detalhados, o trabalho de texturas "fantástico" e os bonitos designs de personagens. Ele comentou que "o próprio Conker está equipado com um sistema de animação facial no jogo que retrata de forma realista seus diferentes estados de espírito enquanto ele viaja pelas terras. Quando ele está com medo, ele aparenta, e quando está irritado, os jogadores podem ver seus dentes mostrando uma carranca". Os revisores notaram quedas ocasionais na taxa de quadros, mas a maioria concordou que elas não interferiram na jogabilidade.
O áudio do jogo e as faixas vocais diversas foram amplamente elogiados. Os críticos creditaram a dublagem por seus diferentes sotaques e estilos, com roteiros "habilmente obscenos" e paródias de filmes "certeiras"; a Nintendojo observou que certas vozes soavam idênticas a personagens de filmes sendo falsificados. A trilha sonora foi elogiada por soar clara para um título de cartucho, seu uso de variação de arranjo com base na localização do jogador e instrumentação rica e criativa. Os revisores também destacaram o grande número de efeitos sonoros, como os sons dos passos de Conker mudando a cada passada, e como eles beneficiaram os cenários.
A maioria dos críticos concordou que as piadas eram inteligentes, engraçadas e bem entregues, e a GamePro sentiu que as missões estranhas "extremamente diversas" eram "um gênio satírico sublime" compensando a jogabilidade linear. No entanto, alguns criticaram o humor por ser juvenil, misógino e cheio de palavrões, com Slate sentindo que o efeito de choque iria embora em uma hora. Seth Stevenson, da revista Slate, chamou isso de um exemplo da falta de jogos de console realmente "maduros" para "adultos socialmente ajustados e não rejeitados que gostam de jogos eletrônicos".
A Official Nintendo Magazine descreveu Conker's Bad Fur Day como "um jogo do tamanho de um monstro. Ou você vai morrer de rir antes do fim ou vai levar meses de jogabilidade dedicada para alcançá-lo". A jogabilidade foi destacada por seus controles sensíveis ao contexto não convencionais. Casamassina observou que eles "ajudam a manter a ação em movimento, refrescante e sempre emocionante", e creditou a Rare por reduzir o número de itens a serem coletados. Johnny Liu, da Game Revolution, descreveu positivamente a jogabilidade como "um fluxo destacado entre a jogabilidade e as cutscenes"; embora haja apenas um caminho para atravessar o grande mundo do jogo, o elogio veio em pensar no que fazer a seguir. Slate escreveu seu diversificado conjunto de "cenários bizarramente criativos" para jogadores motivados; ele esteve, no entanto, incomodado com a falta de uma direção clara do jogo sobre para onde ir, o que resultou em corridas de longa duração que apenas acabaram tropeçando na próxima área necessária, e sentiu que muitos quebra-cabeças careciam de coerência lógica e dependiam muito de teste e erro. A Edge comentou que as controles fazem de Conker's Bad Fur Day "pouco mais do que uma procissão de minijogos pueris e mal conectados".
Críticas também foram direcionadas ao sistema de câmeras errático do jogo, sua ação simplista, curta duração e natureza linear. A N64 Magazine considerou que o sistema de câmeras não permite que os jogadores julguem adequadamente sua posição dentro de seus arredores e a GameSpot observou que ela pode ficar presa em objetos ou se recusar a obedecer a comandos. O jornal San Francisco Chronicle relatou que às vezes a câmera fica ocasionalmente imóvel e entra em objetos que bloqueiam a visão do jogador, tornando pior uma experiência em que o personagem é "difícil de controlar, especialmente quando necessário para pular em pequenas áreas".
Os modos multijogador geraram respostas mistas. Casamassina e a Gameplanet os consideraram inventivos e elogiaram as inúmeras opções, adicionando longevidade ao jogo. Por outro lado, a GameSpot afirmou que a maioria dos modos "não resistem ao teste do tempo", e Liu, embora afirmando que eram "um bônus bem-vindo", considerou-os "preenchedores", criticando também que a capacidade de resposta e a configuração de controle do modo para um jogador não era adequada para o ritmo acelerado das batalhas multijogador.

### Prêmios e reconhecimentos
Conker's Bad Fur Day foi premiado como o "Jogo do Mês para Nintendo 64" pela IGN. Ele venceu o prêmio de "Melhor Som" no BAFTA Interactive Entertainment Awards de 2001, "Melhor Jogo de Plataforma" na GameSpot's Best and Worst of 2001 (onde também foi indicado nas categorias de "Melhor História" e "Melhor Jogo para Nintendo 64", perdendo para Final Fantasy X e Paper Mario, respectivamente) e "Melhor Jogo Antropomórfico" na cerimônia de premiação de mídias de furrys Ursa Major Awards. Ele também foi indicado para "Melhor Jogo de Ação/Aventura para Console" e "Excelência em Desenvolvimento de Personagens ou História" pela Academia de Artes & Ciências Interativas, perdendo para Halo: Combat Evolved (2001) e Ico (2001), respectivamente.
Retrospectivamente, Conker's Bad Fur Day foi considerado por jornalistas e mídias profissionais como um dos melhores jogos eletrônicos de todos os tempos, um dos maiores jogos da Nintendo, e um dos melhores títulos do Nintendo 64. Na lista de 2021 da Uproxx dos 100 Melhores Jogos de Nintendo 64 com base em 250.849 comentários de usuários de vários sites, Conker's Bad Fur Day ficou em 12º lugar. Ele ficou em sexto lugar em uma lista de melhores jogos da Rare da Shacknews (2018) e foi ranqueado como um dos melhores jogos apresentados na compilação Rare Replay pela Ginx TV. Também foi classificado em primeiro e sétimo lugar como o jogo mais engraçado de todos os tempos pela GameTrailers (2009) e God is a Geek (2011), respectivamente. A UGO incluiu o jogo em 3º em sua lista de 2010 dos 11 Jogos com Finais mais Estranhos, e em 2013 a Gaming Bolt nomeou o estágio do tubo de água como a 64ª fase mais desafiadora de todos os jogos eletrônicos. Apesar de suas vendas inicialmente fracas, o jogo tem desfrutado de seguidores cult devido ao seu estilo único.

## Legado
Após o lançamento de Conker's Bad Fur Day, a Rare começou a desenvolver uma sequência direta conhecida como Conker's Other Bad Day. Seavor revelou que o jogo lidaria com a "gestão um tanto malsucedida de Conker como rei. Ele gasta todo o dinheiro precioso em cerveja, festas e prostitutas. Jogado na prisão, Conker se depara com a perspectiva de ser executado e o jogo começa com sua fuga, bola e corrente presas, da torre mais alta do Castelo". Em 2002, entretanto, a Rare foi comprada pela Microsoft, que lhes disse que não estava interessada em tal projeto.
Um remake de Conker's Bad Fur Day, intitulado Conker: Live & Reloaded, foi lançado para Xbox em 2005, e teve uma recepção geralmente favorável da crítica. Os desenvolvedores notaram que foi difícil portar o jogo para o sistema do Xbox porque as otimizações de desempenho microcodificadas de Bad Fur Day foram profundamente personalizadas para o hardware do Nintendo 64. Live & Reloaded apresenta gráficos atualizados e um modo multijogador que oferece suporte ao serviço Xbox Live. Além disso, alguns aspectos no modo para um jogador foram ajustados: várias obscenidades menores no diálogo de voz que estão presentes no jogo de Nintendo 64 foram censuradas a pedido da Microsoft, o controle da câmera foi refinado e melhorado com uma função de zoom, e um sistema de segmentação automática foi adicionado ao jogo.
Após o lançamento de Live & Reloaded, a Rare começou a trabalhar em outro jogo no universo do Conker intitulado Conker: Gettin' Medieval. O jogo deveria ser focado em multijogador e não apresentava Conker como personagem principal, com a Rare esperando se concentrar em outros personagens da série, mas o jogo acabou sendo cancelado. Conker voltou em uma nova campanha episódica para o jogo Project Spark. A campanha, intitulada Conker's Big Reunion, é definida dez anos após os eventos de Bad Fur Day e Seavor reprisou seus papéis de voz. O primeiro episódio da campanha foi lançado em abril de 2015, mas os restantes foram cancelados em setembro. Conker's Bad Fur Day também está incluído como parte da compilação Rare Replay para Xbox One, marcando o primeiro relançamento oficial do jogo original. A compilação foi lançada em 4 de agosto de 2015.

### Outros
- «Conker's Bad Fur Day». Entertainment Software Rating Board. Consultado em 2 de janeiro de 2021